# Aaron V. Brown

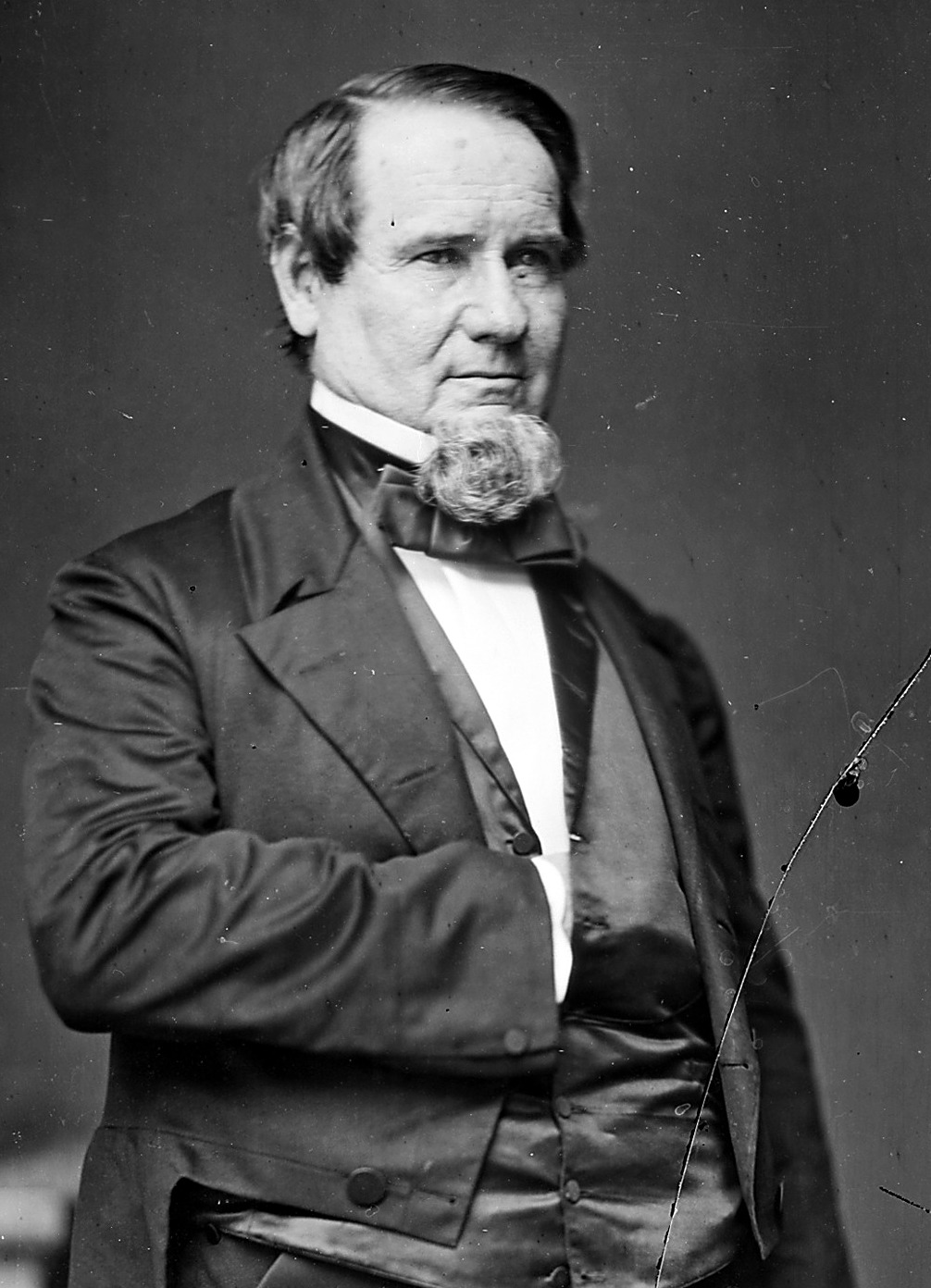
Aaron V. Brown

Aaron Venable Brown (* 15. August 1795 im Brunswick County, Virginia; † 8. März 1859 in Washington, D.C.) war ein US-amerikanischer Politiker, der im Kabinett von Präsident James Buchanan das Amt des US-Postministers bekleidete. Außerdem war er der 13. Gouverneur des Bundesstaates Tennessee.

## Frühe Jahre und politischer Aufstieg
Aaron Brown studierte nach Abschluss der regulären Schule an der University of North Carolina Jura. 1817 wurde er als Anwalt zugelassen. Zusammen mit seinem Partner, dem späteren US-Präsidenten James K. Polk, hatte er in Pulaski eine Kanzlei.
Brown war Mitglied der Demokratischen Partei von Andrew Jackson. Von 1821 bis 1825 und noch einmal von 1827 bis 1829 saß er im Senat von Tennessee. Anschließend war er für eine Legislaturperiode Abgeordneter im Repräsentantenhaus dieses Staates, ehe er 1839 in das US-Repräsentantenhaus gewählt wurde. 1844 unterstützte er den erfolgreichen Präsidentschaftswahlkampf seines ehemaligen Partners Polk. Er war Sklavenhalter und trat politisch für die Sklaverei ein.

## Gouverneur von Tennessee
Ein Jahr später wurde Brown zum Gouverneur von Tennessee gewählt. Als Anhänger von Präsident Polk unterstützte er den Krieg gegen Mexiko. Als er in Tennessee Freiwillige aufrief, um die 2600 Mann, die von diesem Staat für den Krieg erwartet wurden, aufzubringen, meldeten sich 30.000 Männer. Während seiner Amtszeit von 1845 bis 1847 wurde das Eisenbahnnetz in Tennessee weiter ausgebaut. Er sorgte für Verbesserungen der Verhältnisse in den Strafanstalten. Trotzdem verlor er die Wahlen von 1847 gegen den Whig-Kandidaten Neill S. Brown. Diese Niederlage lag im Bundestrend, ein Jahr später verloren die Demokraten auch den Präsidentschaftswahlkampf. Trotz der militärischen Erfolge im Krieg gegen Mexiko waren viele Amerikaner, auch in Tennessee, einfach kriegsmüde.

## Weitere Laufbahn
Nach dem Ende seiner Amtszeit blieb Brown politisch aktiv. 1850 war er Delegierter auf der sogenannten Nashville Convention. Dabei trafen sich Vertreter aus neun sklavenhaltenden Staaten, um die Frage der Ausweitung der Sklaverei in die neuen von Mexiko abgetretenen Gebiete zu diskutieren. Die Versammlung ebnete den Weg zum Kompromiss von 1850. Brown unterstützte diesen Beschluss. Auf dem demokratischen Parteikonvent 1856 erhielt Brown 29 Stimmen als Kandidat für die Vizepräsidentschaft. Das reichte aber nicht für die Nominierung aus, die an John C. Breckinridge ging. Präsident James Buchanan berief Brown 1857 als Postmaster General in sein Kabinett. Diese Position behielt er bis zu seinem Tod am 8. März 1859. Seine Nachfolge trat Joseph Holt an.